# Beresheet
Tàu vũ trụ Beresheet là con tàu vũ trụ đầu tiên được Israel chế tạo nhằm mục đích hạ cánh trực tiếp xuống bề mặt của Mặt Trăng. Các con tàu trước đó của Israel cũng được đưa đến để thám hiểm Mặt Trăng tuy nhiên chúng chỉ bay vòng quanh mặt trăng chứ chưa có một con tàu nào đáp xuống bề mặt của Mặt Trăng. Đây cũng là con tàu vũ trụ đầu tiên trên thế giới do một nhà phát triển tư nhân chế tạo với chi phí thấp.

## Chế tạo con tàu
Theo Reuters, tàu vũ trụ này được công ty tư nhân SpaceIL phối hợp với Israel Aerospace Industries phát triển và chế tạo với chi phí chỉ 100 triệu USD. Nó được đặt tên Beresheet, nặng gần 600 kg (bao gồm cả nhiên liệu).

## Quá trình thám hiểm Mặt Trăng
Tối 21/2/2019 theo giờ địa phương, tên lửa đẩy Falcon 9 do Mỹ sản xuất đã rời bệ phóng tại bang Florida của Mỹ, bắt đầu hành trình đưa tàu vũ trụ Beresheet của Israel lên Mặt Trăng. Ngày 5/3/2019, nhóm nghiên cứu hàng không vũ trụ của Israel và quốc tế cho biết tàu vũ trụ Beresheet của Israel đã gửi bức hình tự chụp đầu tiên về Trái Đất. Tàu vũ trụ Beresheet đã gặp nạn trong quá trình hạ cánh xuống bề mặt của Mặt Trăng vì động cơ chính bất ngờ bị hỏng. Con tàu bị rơi ở khu vực Mare Serenitatis của Mặt Trăng và được tàu vũ trụ Lunar Reconnaissance Orbiter (LRO) của NASA, Mỹ chụp lại bằng hình ảnh trắng đen.